# Roberto Moreno
Roberto Moreno, detto Pupo (Rio de Janeiro, 11 febbraio 1959), è un ex pilota automobilistico brasiliano.
Pilota versatile, è riuscito nella sua carriera ad alternarsi tra diverse categorie, sia a ruote coperte sia con le monoposto. 
Può vantare alcuni campionati trascorsi in Formula 1, spesso in squadre poco competitive, dove ha ottenuto come miglior risultato in gara un secondo posto al Gran Premio del Giappone 1990, e nelle corse americane. In particolare nella CART ha ottenuto i suoi maggiori successi, vincendo due gare e chiudendo al terzo posto il campionato del 2000. 
Nel suo palmarès figurano la vittoria del titolo di Formula Ford e del Formula Ford Festival nel 1980, il Gran Premio di Macao 1982 e il campionato internazionale di Formula 3000 del 1988.

## Carriera

### Gli esordi
Figlio di un impiegato della Banca centrale del Brasile, nacque a Rio de Janeiro, ma si trasferì con la famiglia nella nuova capitale Brasilia nel corso degli anni '60. Fu proprio nella nuova città che sviluppò la passione per i motori poiché, come ebbe a dire in un'intervista, era l'unico hobby che i ragazzi della sua età potevano coltivare in una capitale ancora in corso di costruzione e con un numero di abitanti ancora piuttosto basso. Il padre gli comprò infatti un Puch Maxi e iniziò a frequentare l'officina Camber di proprietà di Alex-Dias Ribeiro, in cui ebbe occasione di conoscere Nelson Piquet, all'epoca impiegato come meccanico.
A 15 anni cominciò anch'egli a lavorare come meccanico nella stessa officina, appassionandosi al mondo delle moto e dei go-kart. Proprio in quell'anno cominciò a gareggiare nei kart, correndo nelle categorie nazionali fino al 1978. 
Si trasferì poi in Europa, dove disputò le prime gare importanti della sua carriera in Formula Ford britannica nel 1979; l'anno seguente riuscì a imporsi vincendo il titolo e il Formula Ford Festival.

### Serie formative e debutto in Formula 1

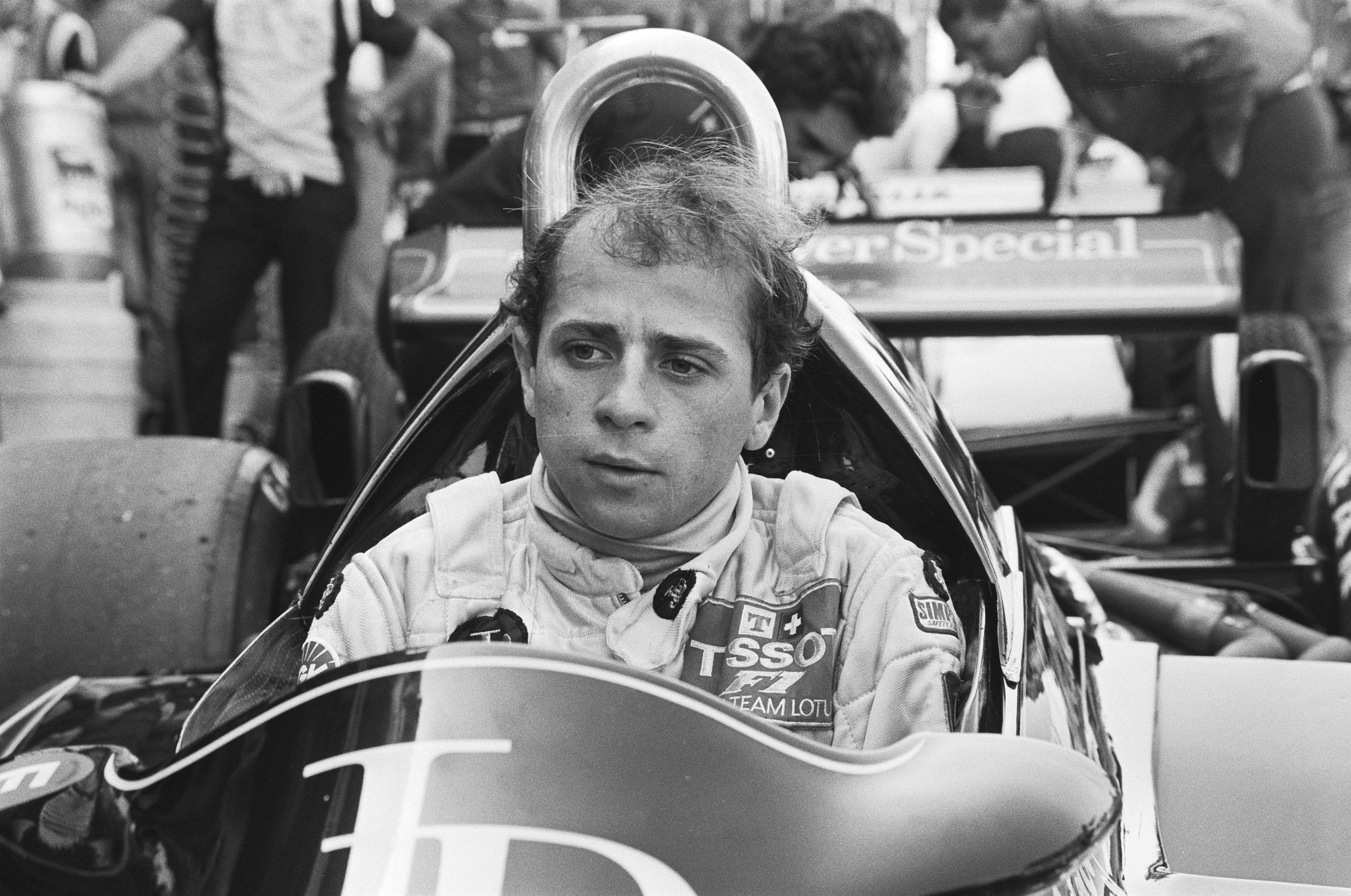
Moreno impegnato nelle qualifiche del Gran Premio d'Olanda 1982

Con poche risorse economiche a disposizione, meditò il ritorno in Brasile, ma venne contattato da Colin Chapman, che gli offrì un posto da collaudatore alla Lotus per i tre anni seguenti. Riuscì inoltre a procurarsi un volante nella Formula 3 britannica con la Barron Racing dopo l'infortunio del pilota titolare Glenn Bosch, guidando nella seconda parte della stagione. Partecipò inoltre a diverse gare di Formula Pacific, vincendo tra l'altro il Gran Premio d'Australia davanti ad Alan Jones e Nelson Piquet.
Nel 1982 continuò ad alternarsi in varie categorie, gareggiando sia in Formula 3 sia nel campionato neozelandese di Formula Pacific, che dominò, sia in Formula Atlantic. Corse inoltre il Gran Premio di Macao, riuscendo a vincerlo alla sua seconda partecipazione. Lo stesso anno fece il suo debutto in Formula 1: chiamato dalla Lotus a sostituire l'infortunato Nigel Mansell, prese parte al Gran Premio d'Olanda. L'esperienza non fu fortunata in quanto, su un circuito che non conosceva e senza svolgere test sulla monoposto, Moreno mancò la qualificazione. Per sua stessa ammissione, l'insuccesso colpì duramente il pilota brasiliano e rallentò il suo percorso di crescita nel mondo dell'automobilismo.

### Tra Europa e Stati Uniti
Passato il 1983 in Formula Atlantic, in cui fu protagonista di una lunga battaglia per il titolo con Michael Andretti che ebbe infine la meglio, il brasiliano tornò in Europa nel 1984, inizialmente con l'intenzione di disputare il campionato di Formula 3. Venne poi contattato da Ron Tauranac, che lo volle nel suo team di Formula 2 in coppia con Mike Thackwell. Proprio con il neozelandese ingaggiò il duello per la vittoria del titolo. Moreno vinse due gare contro le sette di Thackwell e chiuse il campionato al secondo posto, dietro al compagno di squadra. 
Sembrò quindi in procinto di passare alla Toleman per disputare il mondiale di Formula 1 1985, ma a seguito di una querelle con Pirelli e all'indisponibilità di Goodyear, il team inglese non fu in grado di presentarsi a inizio stagione per la mancanza di un fornitore di pneumatici disponibile. Sfumata l'opportunità di tornare nella massima serie, Moreno si accordo con la Galles Racing per disputare alcune corse nella CART, ottenendo un quinto posto nella gara conclusiva a Miami. Disputò inoltre delle corse sia in Giappone sia nel neonato campionato di Formula 3000. 
Confermato dalla Galles Racing per il 1986, andò incontro a una stagione difficile in cui ottenne solo saltuari piazzamenti a punti. Vista l'impossibilità di trovare un ingaggio a tempo pieno, tornò quindi in Europa per gareggiare nella Formula 3000 per la Ralt. Moreno disputò una buona stagione, vincendo a Pergusa e ottenendo svariati podi. In occasione del Gran Premio d'Italia venne contattato dalla AGS, che gli offrì il posto di pilota ufficiale al posto di Pascal Fabre. Il brasiliano rifiutò la proposta, preferendo concentrarsi sul campionato in corso. Al termine della stagione, conclusa al terzo posto, accettò di unirsi al team francese per disputare gli ultimi due appuntamenti del campionato mondiale di Formula 1. Dopo un ritiro in Giappone, Moreno riuscì a centrare il sesto posto e conseguentemente il primo punto nella storia della AGS in occasione del Gran Premio d'Australia. La squadra navigava però in una difficile situazione finanziaria e decise di non rinnovare il contratto a Moreno per la stagione seguente, preferendo un pilota che poteva apportare maggiori sponsor. Il brasiliano decise quindi di tornare a correre in Formula 3000, accettando l'offerta di correre le prime tre gare per la Bromley Motorsport e valutare il prosieguo sulla base dei risultati. La squadra aveva un budget risicato e non aveva ambizioni di vittoria. La stagione però si rivelò un successo per Moreno, che vinse quattro gare e riuscì a laurearsi campione della serie. Mentre gareggiava e si imponeva in Formula 3000, venne inoltre ingaggiato dalla Ferrari come terzo pilota.

### Presenza stabile in Formula 1
Dopo la vittoria del titolo di categoria, Moreno riuscì inoltre a ritornare in Formula 1 in pianta più stabile. Il primo anno completo fu alla Coloni. Il brasiliano, nonostante dovette disputare le prime cinque gare della stagione con la vecchia FC188B, riuscì a strappare la qualificazione a Monaco, pur senza concludere la gara. Dal Gran Premio del Canada ebbe a disposizione la nuova C3 e, in alcune occasioni, riuscì a qualificarsi anche con buoni tempi, come all'Estoril dove centrò il quindicesimo parziale, ma la vettura del team umbro finì sovente nella lista allora numerosa dei non qualificati causa una caratura tecnica non eccelsa. Inoltre, dal Gran Premio di Gran Bretagna fu costretto a disputare anche le prequalifiche, limitando le sue possibilità di essere al via di una gara. Pur vincendo nettamente con il confronto con il compagno di squadra Raphanel, non riuscì a concludere nessuno dei quattro Gran Premi in cui si qualificò. 

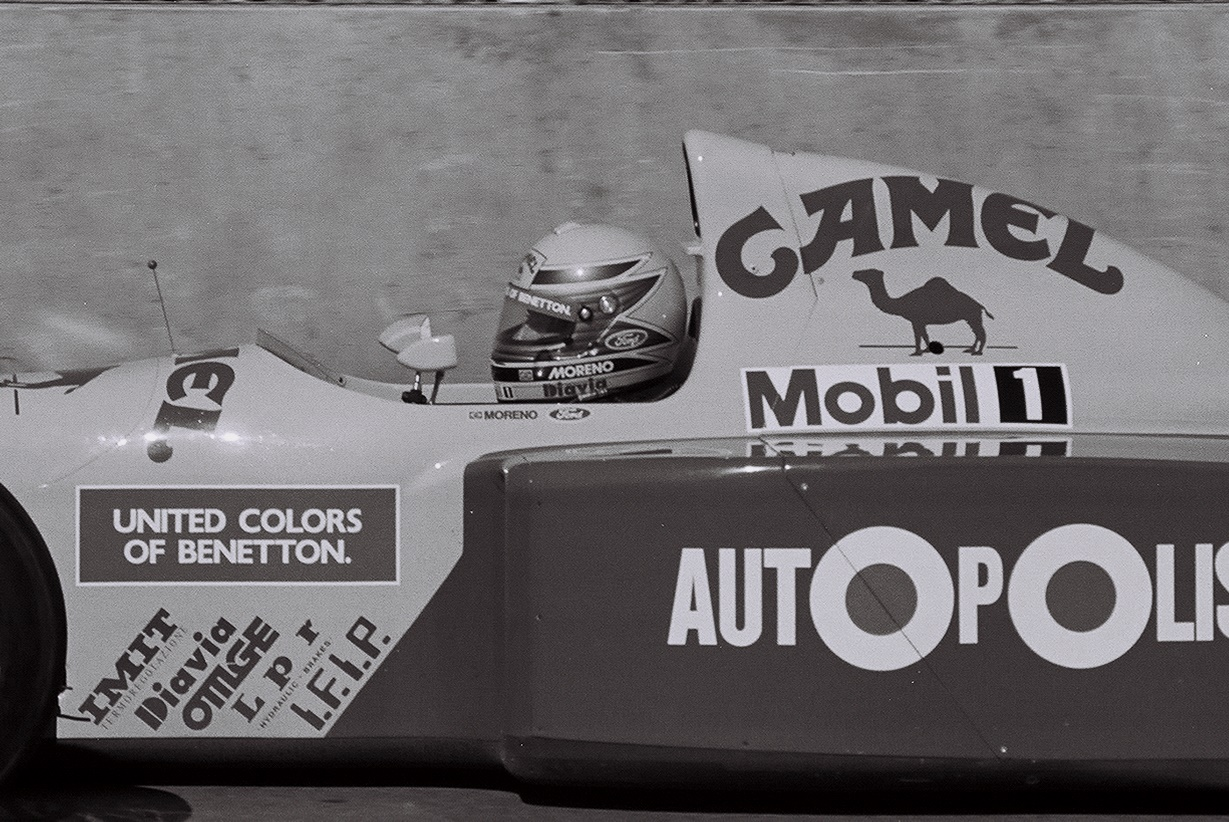
Roberto Moreno impegnato al Gran Premio degli Stati Uniti 1991, da lui concluso con un ritiro

A fine anno lasciò la scuderia italiana per passare alla EuroBrun. Le prospettive per la nuova stagione parevano buone: la squadra aveva trovato una sponsorizzazione da 15 milioni di dollari e pareva in trattativa per equipaggiare le proprie vetture con il nuovo motore Neotech prodotto dal gruppo austriaco Pehr; nel mentre sarebbe stato utilizzato un V8 Judd per le prime gare. L'esordio a Phoenix vide un'ottima prestazione di Moreno, che riuscì a qualificarsi agevolmente in sedicesima posizione, mentre in gara fu tredicesimo. Dopo questo incoraggiante risultato, nel corso della stagione le prospettive si fecero più cupe: Moreno riuscì a qualificarsi solamente al Gran Premio di San Marino, mentre in Messico venne escluso poiché nella parte finale delle qualifiche era stato spinto in pista dai commissari dopo testacoda. In tutte le altre gare non riuscì a qualificarsi, mentre la situazione economica della squadra stava volgendo al peggio. Il team, ormai a corto di risorse, decise quindi di non presentarsi per gli ultimi due appuntamenti stagionali in Giappone e Australia. Contestualmente, a causa dell'incidente avuto da Alessandro Nannini in elicottero, Moreno venne chiamato in Benetton. Al debutto, in Giappone ottenne un secondo posto, conquistando una doppietta insieme al compagno di squadra Nelson Piquet. A stagione conclusa, venne riconfermato e gli fu offerto un contratto di un anno.
Nel 1991 il brasiliano fu riconfermato dalla Benetton e corse nella scuderia anglo-italiana fino a oltre metà stagione, quando, pochi giorni prima del Gran Premio d'Italia, venne appiedato e sostituito da Michael Schumacher. Nella situazione caotica che si era generata, riuscì ad accordarsi con la Jordan per disputare due gare e intentò una causa alla Benetton per inadempimento contrattuale, che si concluse con un pagamento di 500.000 dollari al pilota brasiliano. Moreno, nonostante non avesse provato la vettura, riuscì a qualificarsi nono a Monza distaccando il compagno di squadra De Cesaris di quasi un secondo, mentre in gara fu costretto al ritiro a inizio gara dopo un testacoda dovuto a un problema ai freni. Dopo un decimo posto al Gran Premio del Portogallo, saltò i successivi due appuntamenti per rientrare in Australia alla guida di una Minardi, con cui concluse la gara al sedicesimo posto senza ottenere punti. 
Nel 1992 Moreno passò alla Andrea Moda Formula, ma si ritrovò con una vettura sotto-testata e sotto-finanziata riuscendosi a qualificare solo una volta, per il Gran Premio di Monaco. Quella qualificazione è stata al centro della trama del docufilm dedicato alla scuderia italiana, Andrea Moda, la scuderia più folle di sempre. Contemporaneamente, in quel 1992 il pilota brasiliano corse anche nel Campionato italiano superturismo.

### Campionato turismo francese e rientro in Formula 1
Terminata l'esperienza in Andrea Moda, Moreno si accordò con l'Alfa Romeo per disputare il campionato francese superturismo 1993. Alla guida di una 155, partecipò a cinque gare arrivando due volte sul podio e concludendo il campionato al settimo posto. 
L'anno seguente rimase senza un volante e le sue apparizioni nel mondo dell'automobilismo furono rare. Tentò di qualificarsi alla 500 Miglia di Indianapolis, ma senza successo, e partecipò a una gara a ruote coperte in Brasile.

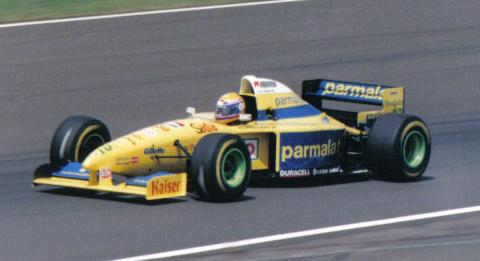
Roberto Moreno guida la Forti nel 1995

Passati poi due anni lontano dalla massima formula, vi ritornò nel 1995 alla guida della Forti. La squadra italiana aveva un solido passato nelle categorie inferiori dell'automobilismo e si preparava al debutto in Formula 1. Moreno venne quindi messo sotto contratto, inizialmente solo per le prime gare, come secondo pilota al fianco di Pedro Diniz. I test invernali, però, evidenziarono tempi deludenti e la monoposto si rivelò lenta, pesante e obsoleta. I pessimi risultati delle prove pre-campionato, vennero confermati anche all'inizio della stagione, con il duo di piloti brasiliani spesso relegati sul fondo dello schieramento e con distacchi molto pesanti. Già nel mese di maggio, il direttore tecnico Sergio Rinland lasciò la squadra in polemica con la dirigenza per la scarsa competitività della vettura. Nonostante ciò, nella seconda parte dell'anno i risultati migliorarono leggermente, complice l'introduzione di alcuni aggiornamenti tecnici, ed entrambi i piloti si avvicinarono o superarono le prestazioni della rivale Pacific. Moreno non andò comunque mai oltre un quattordicesimo posto come miglior risultato e a fine anno abbandonò definitivamente la Formula 1, dedicandosi alle Champ Car.

#### Risultati completi
| 1982 | Scuderia | Vettura |  |  |  |  |  |  |  |  |    |  |  |  |  |  |  |  |  | Punti | Pos. |
| ---- | -------- | ------- |  |  |  |  |  |  |  |  | -- |  |  |  |  |  |  |  |  | ----- | ---- |
| 1982 | Lotus    | 91      |  |  |  |  |  |  |  |  | NQ |  |  |  |  |  |  |  |  | 0     |      |

| 1987 | Scuderia | Vettura |  |  |  |  |  |  |  |  |  |  |  |  |  |  |     |   |  | Punti | Pos. |
| ---- | -------- | ------- |  |  |  |  |  |  |  |  |  |  |  |  |  |  | --- | - |  | ----- | ---- |
| 1987 | AGS      | JH22    |  |  |  |  |  |  |  |  |  |  |  |  |  |  | Rit | 6 |  | 1     | 19º  |

| 1989 | Scuderia | Vettura     |    |    |     |    |    |     |    |     |     |     |     |     |     |     |     |     |  | Punti | Pos. |
| ---- | -------- | ----------- | -- | -- | --- | -- | -- | --- | -- | --- | --- | --- | --- | --- | --- | --- | --- | --- |  | ----- | ---- |
| 1989 | Coloni   | FC188B e C3 | NQ | NQ | Rit | NQ | NQ | Rit | NQ | Rit | NPQ | NPQ | NPQ | NPQ | Rit | NPQ | NPQ | NPQ |  | 0     |      |

| 1990 | Scuderia          | Vettura     |    |     |     |    |    |    |     |     |     |     |     |     |     |     |   |   |  | Punti | Pos. |
| ---- | ----------------- | ----------- | -- | --- | --- | -- | -- | -- | --- | --- | --- | --- | --- | --- | --- | --- | - | - |  | ----- | ---- |
| 1990 | EuroBrun Benetton | ER189B B190 | 13 | NPQ | Rit | NQ | NQ | SQ | NPQ | NPQ | NPQ | NPQ | NPQ | NPQ | NPQ | NPQ | 2 | 7 |  | 6     | 10º  |

| 1991 | Scuderia                | Vettura             |     |   |    |   |     |   |     |     |   |   |   |     |    |  |  |    |  | Punti | Pos. |
| ---- | ----------------------- | ------------------- | --- | - | -- | - | --- | - | --- | --- | - | - | - | --- | -- |  |  | -- |  | ----- | ---- |
| 1991 | Benetton Jordan Minardi | B190B B191 191 M191 | Rit | 7 | 13 | 4 | Rit | 5 | Rit | Rit | 8 | 8 | 4 | Rit | 10 |  |  | 16 |  | 8     | 10º  |

| 1992 | Scuderia | Vettura |  |  |     |     |     |     |     |    |     |     |    |    |     |  |  |  |  | Punti | Pos. |
| ---- | -------- | ------- |  |  | --- | --- | --- | --- | --- | -- | --- | --- | -- | -- | --- |  |  |  |  | ----- | ---- |
| 1992 | Moda     | S921    |  |  | NPQ | NPQ | NPQ | Rit | NPQ | NA | NPQ | NPQ | NQ | NQ | NPR |  |  |  |  | 0     |      |

| 1995 | Scuderia | Vettura |     |    |    |     |     |     |    |     |     |     |    |     |    |     |    |     |     | Punti | Pos. |
| ---- | -------- | ------- | --- | -- | -- | --- | --- | --- | -- | --- | --- | --- | -- | --- | -- | --- | -- | --- | --- | ----- | ---- |
| 1995 | Forti    | FG01    | Rit | NC | NC | Rit | Rit | Rit | 16 | Rit | Rit | Rit | 14 | Rit | 17 | Rit | 16 | Rit | Rit | 0     |      |

| Legenda | 1º posto     | 2º posto | 3º posto    | A punti         | Senza punti/Non class.  | Grassetto – Pole position Corsivo – Giro più veloce |
| Legenda | Squalificato | Ritirato | Non partito | Non qualificato | Solo prove/Terzo pilota | Grassetto – Pole position Corsivo – Giro più veloce |

### Champ Car

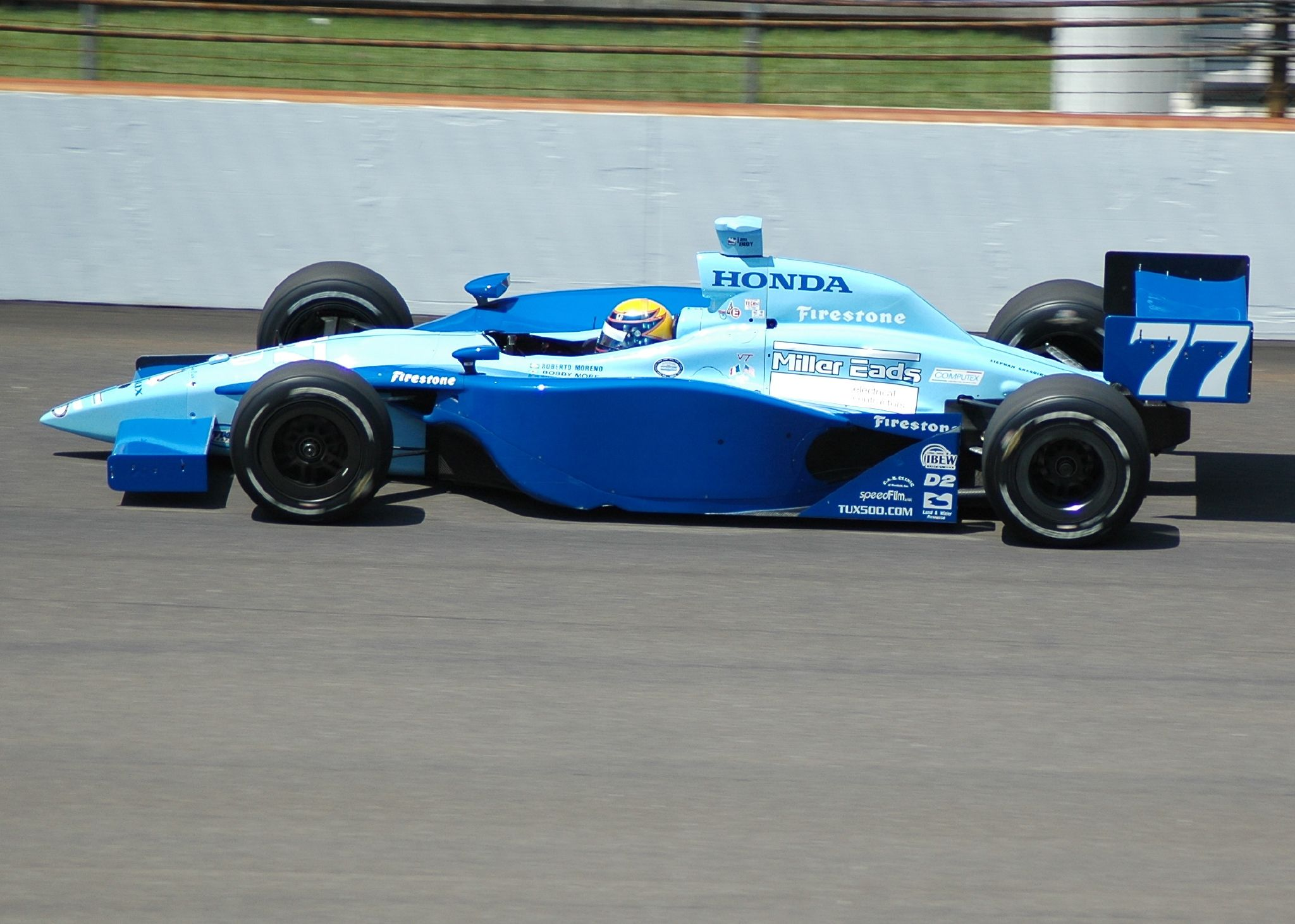
Roberto Moreno nelle qualifiche della 500 miglia di Indianapolis

Nel 1996 Moreno passò al campionato CART, guidando per la Lola, ottenendo come miglior risultato un terzo posto e concludendo il campionato al 21º posto. L'anno successivo gareggiò per tre team diversi, senza vincere e con risultati molto deludenti. Nel 1998 il pilota brasiliano corse poi solo le prime due gare senza ottenere punti. Tornato alla ribalta nel 1999 corse la parte centrale della stagione, chiudendo al 14º posto.
Passato al Patrick Racing Team disputò la sua miglior stagione di sempre nella categoria americana, conquistando la sua prima vittoria nel 2000, a Cleveland, e concludendo il campionato terzo, ad appena 21 punti dal vincitore Gil de Ferran.
La stagione successiva non fu eccellente come la precedente, con risultati alterni, come la vittoria a Vancouver e il ventesimo posto a Chicago. A fine anno Moreno risultò tredicesimo.
Saltato il 2002 Moreno nel 2003 ritornò a gareggiare nella categoria. Proprio dopo il suo miglior risultato dell'anno (secondo a Miami) annunciò il suo ritiro a fine stagione, ma ritornò a correre nel 2006 nell'IRL. Nel suo primo anno ha concluso in 31ª posizione, mentre nel 2007 ha concluso trentaseiesimo.